# Cangkringan
Cangkringan is een bestuurslaag in het regentschap Boyolali van de provincie Midden-Java, Indonesië. Cangkringan telt 2134 inwoners (volkstelling 2010).